# Anke Hennig (Politikerin)
Anke Hennig (* 7. Oktober 1964 in Osnabrück) ist eine deutsche Politikerin (SPD). Seit 2021 ist sie Mitglied des Deutschen Bundestags.

## Leben
Nach dem Abitur an der Privatschule Völker in Osnabrück arbeitete Hennig zunächst als Taxifahrerin in Bramsche. 1989 war sie als Büroassistentin in Hamburg tätig. Zwei Jahre später zog sie zurück nach Bramsche und arbeitet dort in einem Baustoffhandel und einer Autovermietung als Büroassistentin. Zwischen 2002 und 2006 war sie erneut als Taxifahrerin tätig. Dann ging sie 2007 mit ihren zwei Kindern nach Australien und arbeitete dort bis 2008 in einem deutschen Discounter. Nach ihrer erneuten Rückkehr nach Bramsche war sie in der Kindertagespflege tätig und qualifizierte sich als Kindertagespflegeperson. Bis 2021 arbeitete sie an einer Grundschule in Bramsche, wo sie für Hausaufgabenbetreuung und Nachmittagsangebote zuständig war.
Anke Hennig ist die Tochter der früheren niedersächsischen SPD-Landtagsabgeordneten Helga Lewandowsky. Sie ist verheiratet und hat zwei Töchter sowie einen Pflegesohn.

## Politik
Anke Hennig trat 1986 in die SPD ein. 2011 wurde sie in den Ortsrat von Achmer, einem Stadtteil von Bramsche, gewählt. Seit 2015 ist sie auch Mitglied des Bramscher Stadtrates. Dort ist sie Vorsitzende des Ausschusses Soziales und Sport sowie Mitglied im Ausschuss für Schule und Kultur. 2018 wurde sie Ortsbürgermeisterin in Achmer.
Bei der Bundestagswahl 2021 kandidierte sie für ihre Partei als Direktkandidatin im Wahlkreis Osnabrück-Land sowie auf Platz 18 der niedersächsischen Landesliste. Im Wahlkreis unterlag sie dem CDU-Kandidaten André Berghegger, zog aber über die Landesliste in den Deutschen Bundestag ein. Im 20. Deutschen Bundestag ist sie Mitglied im Ausschuss für Familie, Senioren, Frauen und Jugend sowie jeweils stellvertretendes Mitglied im Ausschuss für Ernährung und Landwirtschaft sowie im Ausschuss für Menschenrechte und humanitäre Hilfe. Zudem ist sie stellvertretende Vorsitzende der Deutsch-Pazifischen Parlamentariergruppe und stellvertretendes Mitglied in der Ältestenrats-Kommission für Angelegenheiten von Mitarbeitern der Abgeordneten.
In der SPD-Bundestagsfraktion ist Hennig seit dem 25. Januar 2022 stellvertretende Sprecherin der Arbeitsgruppe Familie, Senioren, Frauen und Jugend sowie seit dem 14. Februar 2022 stellvertretende Sprecherin der Arbeitsgruppe Queerpolitik.

## Mitgliedschaften
- Kuratorium der Magnus-Hirschfeld-Stiftung
- Arbeiterwohlfahrt
- Landesfrauenrat Niedersachsen e.V.
- Sozialverband Deutschland e. V. (SoVD)
- weitere örtliche Vereine